# Mudança estrutural
Mudança estrutural de uma economia refere-se a uma mudança fundamental e de longo prazo na sua estrutura, ao contrário das medidas pontuais ou de curto prazo, que tipicamente visam melhorias conjunturais na produção ou no emprego.
Por exemplo, a transformação de uma economia de subsistência numa economia industrializada, ou de uma economia mista regulada numa economia liberalizada. Uma mudança estrutural atualmente em curso na economia mundial é a globalização.
Fisher (1939)  e Clark (1940) pesquisaram padrões no emprego em vários setores da economia. Argumentaram que os padrões de produção são função dos níveis de rendimento, e que as variações de recursos e produção são uma parte integrante do desenvolvimento.
O maior determinante destas variações é a elasticidade da procura face ao rendimento. Os bens e os setores com uma elevada elasticidade da procura face ao rendimento terão um maior peso quando o rendimento aumenta. Os países começam por ter um setor primário dominante na sua economia, depois um setor secundário dominante, e finalmente essa prevalência passará para o setor terciário.
A mudança estrutural pode ser iniciada por decisão política ou por alterações permanentes nos recursos disponíveis, população ou na sociedade. A queda do comunismo, por exemplo, foi uma mudança política que teve grandes repercussões nas economias dependentes da União Soviética. A mudança estrutural implica a obsolescência de competências, vocações e alterações permanentes no consumo e produção resultando em desemprego estrutural.
Desafios económicos de curto prazo podem ser endereçados com decisões de política fiscal ou monetária, e as flutuações poderão ser corrigidas no período de alguns anos. A gestão das mudanças estruturais implica investimento de longo prazo, por exemplo na educação, e reformas, por exemplo, na flexibilidade do trabalho. O programa "Trade Adjustment Assistance" é um exemplo disso.